# Postamt (Perleberg)

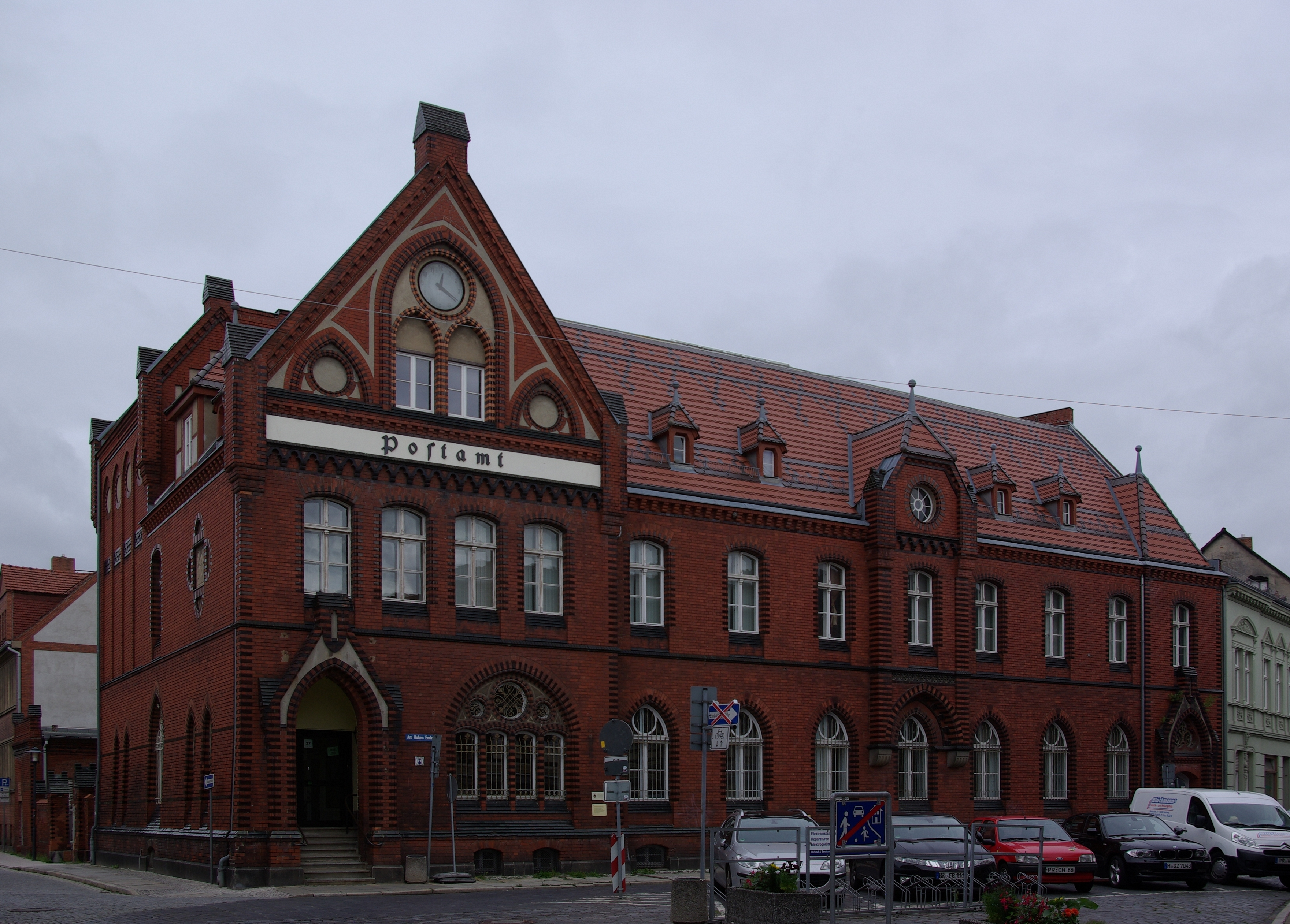
Das Postamt Perleberg

Das Postamt steht in der Straße Am Hohen Ende 27 in Perleberg im Landkreis Prignitz in Brandenburg. Das Gebäude steht als Postamt unter Denkmalschutz. Das Postamt prägt das Stadtbild und ist ein Hauptwerk des Historismus in Perleberg.

## Geschichte
Seit 1654/1656 liegt Perleberg an der Poststraße Berlin-Hamburg. Ab 1681 kam eine Postverbindung nach Halle (Saale) und ab 1712 eine Postverbindung nach Stettin hinzu. An heutigen Standort wurde seit 1805 ein Postamt betrieben, wurde in den Jahren 1826 und 1881 vergrößert. Von 1894 bis 1896 wurde dann an Stelle des alten Gebäudes das heutige Postamt erbaut. Von 1982 bis 1983 wurde das Postamt von der Deutschen Post umgebaut. Im Jahre 2000 wurde das Postamt geschlossen. In dem Gebäude befinden sich heute Lager- und Büroräume, es ist zukünftig als Stadtarchiv vorgesehen. 

## Das Gebäude
Das Gebäude ist ein zwei- und dreigeschossiger Bau aus roten Klinkern. Der Baustil ist neogotisch. Die Fassade ist durch die Art der Fenster und durch dunkel glasierten Klinker gegliedert. Im Erdgeschoss befinden sich Ziergitter als Schutz vor den Fenstern. An der linken Seite befindet sich der Haupteingang in einem Risalit. Neben dem Eingang mit Treppe, dieser Eingang ist als Portikus ausgebildet, befinden sich in einem Bogen vier Fenster. Im Risalit befindet sich im ersten Geschoss vier Fenster darüber ein Zwerchgiebel. Rechts von dem Risalit befindet sich fast in der Mitte des Gebäudes ein Erker mit Zwerchgiebel, noch weiter rechts befindet sich ein weiterer Eingang. Das Dach ist mit Biberschwanzziegeln gedeckt, die in zwei unterschiedlichen Farben gehaltenen Ziegel bilden Ornamente. Auf dem Dach befinden sich mehrere Gauben.
Im Erdgeschoss befand sich ein Foyer als Eingang zur Schalterhalle, dahinter waren Dienst- und Lagerräume der Post. Im Obergeschoss waren Räume für die Fernsprechvermittlung und Dienstwohnungen. Weitere Wohnräume befanden sich im Dachgeschoss. Das Gebäude ist komplett unterkellert. Zum Postamt gehört eine Einfriedung und ein Nebengebäude. 